# Фестиваль Эльзи Якобс
Фестиваль Эльзи Якобс (фр. Festival Elsy Jacobs) — шоссейная многодневная велогонка, проходящая по территории Люксембурга с 2008 года.

## История
Гонка была создана в 2008 году как однодневная под названием Гран-при Эльзи Якобс (фр. Grand Prix Elsy Jacobs) и сразу вошла в Женский мировой шоссейный календарь UCI. Своё название она получила в честь первой чемпионки мира по шоссейному велоспорту сред женщин люксембуржке Эльзи Якобс, победительницы групповой гонки в 1958 году, и обладательницы часового рекорда с 1958 по 1972 год.
Старт и финиш гонки располагался в Гарнихе, родном городе Эльзи Якобс, а дистанция состояла из двух разных кругов. Сначала следовал большой круг протяжённостью 54,1 км по маршруту Гарних — Кёрих — Мерш — Копсталь — Мамер — Диппах — Гарних. Он полностью повторял аналогичный круг на созданной двумя годами позже (в 2010 году) гонке Гран-при Мамерануса / Николя Франца, только имевшим место старта и финиша в Мамере. А затем в окрестностях Гарниха следовало преодолеть малый круг протяжённостью 6 км 10 раз. Общая протяжённость дистанции составляла почти 115 км.
В 2012 году гонка объединилась с двумя другим однодневными гонками: командной Городской трофей Эльзи Якобс и групповой Гран-при Мамерануса / Николя Франца в новую многодневную гонку под названием Люксембургский фестиваль женского велоспорта Эльзи Якобс (фр. Festival Luxembourgeois du cyclisme féminin Elsy Jacobs).
Маршрут получившейся гонки стал состоять из пролога и двух групповых этапов. Прологом стал Городской трофей проводившийся в старой части города Люксембурге (площадь Конституции — Мост Адольфа — бульвар Петруса — мост Пассерель — Собор Люксембургской Богоматери — площадь Конституции) и превратившийся из командной в индивидуальную гонку и сокративший свою дистанцию с трёх до одного круга протяжённостью 1,8 км. Групповые этапы имели протяженность около 100 км каждый и полностью повторяли дистанции двух Гран-при — состояли из одного большого и нескольких малых кругом и проходили 1-й этап в Гарнихе, а 2-й этап в Мамере..
В 2016 году маршрут гонки претерпел ряд изменений. Пролог переместился из центра Люксембурга на его окраину в Сессанж. Этап из Мамера переместился в Штайнфорт и стал проходить первым. Этап в Гарнихе остался и соответственно стал вторым и заключительным, но изменил свой маршрут. Концепция обоих групповых этапов осталась прежней — сначала один большой круг, а затем несколько маленьких. Сократилось и название до Фестиаль Эльзи Якобс (фр. Festival Elsy Jacobs).
В 2017 году Кристин Майерус стала первой люксембуржской, победившей на гонке.
В 2020 году гонка вошла в календарь только что созданной Женской ПроСерии UCI, но в конце марта была отменена из-за пандемии COVID-19.

## Призёры
| Год  | Победитель             | Второй             | Третий                    |          |
| ---- | ---------------------- | ------------------ | ------------------------- | -------- |
| 2008 | Мония Баккаилле        | Натали Ламборелле  | Марина Ромоли             |          |
| 2009 | Светлана Бубненкова    | Грейс Вербеке      | Ирис Слаппендел           |          |
| 2010 | Эмма Пули              | Мония Баккаилле    | Андреа Босман             |          |
| 2011 | Марианна Вос           | Юдит Арндт         | Эмма Юханссон             |          |
| 2012 | Марианна Вос           | Аннемик ван Влётен | Адри Виссер               |          |
| 2013 | Марианна Вос           | Джорджа Бронцини   | Эмма Юханссон             |          |
| 2014 | Анна Ван дер Брегген   | Марианна Вос       | Шелли Олдс                |          |
| 2015 | Анна Ван дер Брегген   | Аннемик ван Влётен | Люсинда Бранд             |          |
| 2016 | Катажина Невядома      | Катрин Гарфут      | Анна Ван дер Брегген      |          |
| 2017 | Кристине Маерус        | Евгения Буяк       | Эшли Молман               |          |
| 2018 | Летиция Патерностер    | Кристине Маерус    | Алексис Райан             |          |
| 2019 | Лиза Бреннауэр         | Деми Воллеринг     | Элизабет Бэнкс            |          |
| 2020 | отменено               | отменено           | отменено                  | отменено |
| 2021 | Эмма Норсгор-Йёргенсен | Леа Кирхманн       | Мария Джулия Конфалоньери |          |
| 2022 | Марта Бастианелли      | Вероника Эверс     | Сильвия Персико           |          |
| 2023 | Элли Уолластон         | Марта Бастианелли  | Анушка Костер             |          |